# Roland Bergkamp
Roland Bergkamp (Amstelveen, 3 aprile 1991) è un ex calciatore olandese, di ruolo attaccante.

## Biografia
È nipote di Dennis Bergkamp.